# Bellova báze
Jako Bellova báze se v kvantové mechanice označuje jedna konkrétní volba báze čtyřrozměrného Hilbertova stavového prostoru dvou částic. Tato báze je složena ze čtyř maximálně kvantově provázaných stavů, označovaných jako Bellovy stavy.
Velmi často studovaným systémem v oboru kvantové informace je systém dvou qubitů. Takovým systémem mohou být například dva fotony, u nichž studujeme jejich polarizaci. Roli qubitu v takovém případě hraje polarizace jednoho fotonu. Ta může nabývat dvou hraničních hodnot – H (horizontální polarizace) a V (vertikální polarizace). Odpovídající stavový prostor přidružený jednomu fotonu {\displaystyle \scriptstyle {\mathcal {H}}_{1}} je tedy dvourozměrný. Stavový prostor celého systému {\displaystyle \scriptstyle {\mathcal {H}}_{2}} složeného ze dvou fotonů je pak tenzorový součin {\displaystyle \scriptstyle {\mathcal {H}}_{1}\otimes {\mathcal {H}}_{1}}. Bázi tohoto celkového prostoru {\displaystyle \scriptstyle {\mathcal {H}}_{2}} lze volit mnoha různými způsoby. Zajímavým případem jsou však báze, které jsou složeny z maximálně provázaných stavů. Jednou takovou bází je právě Bellova báze, jejíž vektory jsou uvedeny níže.

## Vektory Bellovy báze
Stavový prostor jednoho qubitu je {\displaystyle \scriptstyle {\mathcal {H}}=\mathrm {span} \{|0\rangle ,|1\rangle \}}, kde span značí lineární obal vektorů. Vektory {\displaystyle \scriptstyle |0\rangle } a {\displaystyle \scriptstyle |1\rangle } představují dva abstraktní stavy, které můžeme připodobnit k H a V polarizaci v příkladu výše. Stavový prostor dvou qubitů {\displaystyle \scriptstyle {\mathcal {H}}_{2}} je pak tenzorový součin dvou jednoqubitových prostorů. To jest
{\displaystyle {\mathcal {H}}_{2}=\mathrm {span} \{|0\rangle _{A}\otimes |0\rangle _{B},|0\rangle _{A}\otimes |1\rangle _{B},|1\rangle _{A}\otimes |0\rangle _{B},|1\rangle _{A}\otimes |1\rangle _{B}\},}
kde index A označuje první qubit a index B označuje druhý qubit. Vektory {\displaystyle \scriptstyle |0\rangle _{A}\otimes |0\rangle _{B}}, {\displaystyle \scriptstyle |0\rangle _{A}\otimes |1\rangle _{B}}, {\displaystyle \scriptstyle |1\rangle _{A}\otimes |0\rangle _{B}} a {\displaystyle \scriptstyle |1\rangle _{A}\otimes |1\rangle _{B}} tvoří jednu z možných bází dvouqubitového stavového prostoru {\displaystyle \scriptstyle {\mathcal {H}}_{2}}. Bellova báze tohoto prostoru je pak báze tvořená vektory následujícího tvaru
{\displaystyle |\Phi ^{+}\rangle ={\frac {1}{\sqrt {2}}}(|0\rangle _{A}\otimes |0\rangle _{B}+|1\rangle _{A}\otimes |1\rangle _{B}),}
{\displaystyle |\Phi ^{-}\rangle ={\frac {1}{\sqrt {2}}}(|0\rangle _{A}\otimes |0\rangle _{B}-|1\rangle _{A}\otimes |1\rangle _{B}),}
{\displaystyle |\Psi ^{+}\rangle ={\frac {1}{\sqrt {2}}}(|0\rangle _{A}\otimes |1\rangle _{B}+|1\rangle _{A}\otimes |0\rangle _{B}),}
{\displaystyle |\Psi ^{-}\rangle ={\frac {1}{\sqrt {2}}}(|0\rangle _{A}\otimes |1\rangle _{B}-|1\rangle _{A}\otimes |0\rangle _{B}).}
Vektorům {\displaystyle \scriptstyle |\Phi ^{+}\rangle }, {\displaystyle \scriptstyle |\Phi ^{-}\rangle } a {\displaystyle \scriptstyle |\Psi ^{+}\rangle } se dohromady říká triplet. Vektor {\displaystyle \scriptstyle |\Psi ^{-}\rangle } se pak též označuje jako singlet. Singlet je asymetrický při záměně prvního a druhého qubitu, zatímco vektory v tripletu jsou vůči této záměně symetrické.

## Vlastnosti
Významnou vlastností stavů Bellovy báze je to, že pouze pomocí lokálních unitárních operací provedených na jednom ze dvou qubitů lze přejít od jednoho Bellova stavu ke druhému. Pokud například na druhý qubit stavu {\displaystyle |\Phi ^{+}\rangle } aplikujeme operaci {\displaystyle \sigma _{z}}, která odpovídá Pauliho matici
{\displaystyle \sigma _{z}={\begin{pmatrix}1&0\\0&-1\end{pmatrix}}=|0\rangle \langle 0|-|1\rangle \langle 1|,}
obdržíme stav {\displaystyle |\Phi ^{-}\rangle }. Označíme-li matici identity symbolem {\displaystyle \mathbb {I} }, lze právě uvedené tvrzení vyjádřit matematicky jako
{\displaystyle |\Phi ^{-}\rangle =(\mathbb {I} \otimes \sigma _{z})|\Phi ^{+}\rangle ,}
jak plyne přímo z výpočtu
{\displaystyle {\begin{aligned}(\mathbb {I} \otimes \sigma _{z})|\Phi ^{+}\rangle &=&(\mathbb {I} \otimes \sigma _{z}){\frac {1}{\sqrt {2}}}(|0\rangle \otimes |0\rangle +|1\rangle \otimes |1\rangle )\\&=&{\frac {1}{\sqrt {2}}}((\mathbb {I} \otimes \sigma _{z})|0\rangle \otimes |0\rangle +(\mathbb {I} \otimes \sigma _{z})|1\rangle \otimes |1\rangle )\\&=&{\frac {1}{\sqrt {2}}}((\mathbb {I} |0\rangle \otimes \sigma _{z}|0\rangle )+(\mathbb {I} |1\rangle \otimes \sigma _{z}|1\rangle ))\\&=&{\frac {1}{\sqrt {2}}}((|0\rangle \otimes |0\rangle )+(|1\rangle \otimes (-|1\rangle )))\\&=&|\Phi ^{-}\rangle .\end{aligned}}}
Podobný výpočet lze provézt i pro zbývající Bellovy stavy a Pauliho matice {\displaystyle \sigma _{x},\sigma _{y},\sigma _{z}}. Výsledky jsou shrnuty v následující tabulce, kde {\displaystyle i} označuje imaginární jednotku a dále kde řádek odpovídá výchozímu stavu, sloupec stavu výslednému a v jejich průniku je pak vyznačena převádějící operace. Ukazuje se, že pomocí vhodně zvolené Pauliho matice lze přejít z libovolně zvoleného Bellova stavu na libovolný jiný Bellův stav.
|                                     | {\displaystyle \|\Phi ^{+}\rangle } | {\displaystyle \|\Phi ^{-}\rangle } | {\displaystyle \|\Psi ^{+}\rangle } | {\displaystyle \|\Psi ^{-}\rangle } |
| ----------------------------------- | ----------------------------------- | ----------------------------------- | ----------------------------------- | ----------------------------------- |
| {\displaystyle \|\Phi ^{+}\rangle } | {\displaystyle I}                   | {\displaystyle \sigma _{z}}         | {\displaystyle \sigma _{x}}         | {\displaystyle -i\sigma _{y}}       |
| {\displaystyle \|\Phi ^{-}\rangle } | {\displaystyle \sigma _{z}}         | {\displaystyle I}                   | {\displaystyle -i\sigma _{y}}       | {\displaystyle \sigma _{x}}         |
| {\displaystyle \|\Psi ^{+}\rangle } | {\displaystyle \sigma _{x}}         | {\displaystyle i\sigma _{y}}        | {\displaystyle I}                   | {\displaystyle -\sigma _{z}}        |
| {\displaystyle \|\Psi ^{-}\rangle } | {\displaystyle i\sigma _{y}}        | {\displaystyle \sigma _{x}}         | {\displaystyle -\sigma _{z}}        | {\displaystyle I}                   |